# Luigi Galvani
Luigi Galvani (9/9/1737 – 4/12/1798) là một nhà vật lý học và nhà y học người Ý sinh sống và qua đời ở Bologna. Ông đã có công lớn trong việc xây dựng nền móng cho ngành kỹ thuật điện. Ông có phòng thí nghiệm để vừa dạy học vừa nghiên cứu. Năm 1771, ông đã phát hiện thấy cơ của con ếch bị lột da co giật đặt trên bàn kim loại bị xiên kim loại đâm vào. Ông đã cắt đùi ếch khỏi thân con ếch cũng bị co giật khi có hai thanh kim loại khác nhau đâm vào. Ông đã cho rằng đây là dòng điện sinh vật được tạo ra. Alessandro Volta đã hoài nghi kết luận này và đã tiến hành thí nghiệm, chứng minh sự nhầm lẫn của Luigi Galvani và đã sáng chế ra pin Volta.